# Epibactra
Epibactra là một chi bướm đêm thuộc phân họ Olethreutinae trong họ Tortricidae.

## Các loài
- Epibactra sareptana (Herrich-Schffer, 1861)
- Epibactra usuiana Kawabe, 1976